# Mocis frugalis
Mocis frugalis là một loài bướm đêm của phân họ Catocalinae thuộc họ Erebidae được tìm thấy ở Ấn Độ. 
Wingspan 36–50 mm
Loài này phân bố ở Tây Phi và khắp vùng Oriental và Úc.

## Hình ảnh

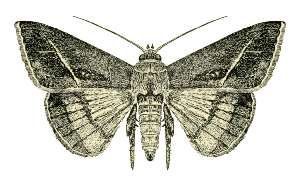